# Abdulla Fouad
Abdulla Fouad est un important groupe d'entreprises saoudiennes. 
Fondé en 1947 par le Scheikh Abdulla Fouad, il fait aujourd'hui partie des 100 plus grandes entreprises privées saoudiennes.
Il est actif dans le BTP, la promotion immobilière, l'industrie,..etc.